# Alexander Martino
Alexander Martino (Lugano, 29 agosto 1998) è un cestista svizzero. È il giocatore con più presenze nella SAM Basket Massagno in SBL.

## Palmarès
- Coppa di Lega svizzera: 1

Massagno: 2023
- Supercoppa di Svizzera: 1

Massagno: 2023